# أنطوان آدامز
أنطوان آدامز (بالإنجليزية: Antoine Adams) (و. 1988  م) هو منافس ألعاب قوى سانت كيتسي ونيفيسي، ولد في باستير، شارك في الألعاب الأولمبية الصيفية 2012، وألعاب القوى في الألعاب الأولمبية الصيفية 2016، ودورة ألعاب الكومنولث 2010.

## روابط خارجية
- أنطوان آدامز على موقع الاتحاد الدولي لألعاب القوى (الإنجليزية)
- أنطوان آدامز على موقع الدوري الماسي (الإنجليزية)
- أنطوان آدامز على موقع اللجنة الأولمبية الدولية (الإنجليزية)
- أنطوان آدامز على موقع أوليمبيديا (الإنجليزية)
- أنطوان آدامز على موقع اتحاد ألعاب الكومنولث (مؤرشف) (الإنجليزية)
- أنطوان آدامز على موقع اتحاد ألعاب الكومنولث (مؤرشف) (الإنجليزية)
- أنطوان آدامز على موقع دورة ألعاب الكومنولث 2014 (مؤرشف) (الإنجليزية)